# Mallorquí
|  | Aquest article tracta sobre el parlar mallorquí. Si cerqueu el gentilici, vegeu «mallorquins». |

El mallorquí és el subdialecte del balear parlat a l'illa de Mallorca, que fa part del dialecte balear i del bloc oriental del català. El balear en el seu conjunt és un dialecte consecutiu format per colonització de l'àrea del català central. Com el menorquí, l'eivissenc i l'alguerès, la seva condició d'isolament el converteix en una àrea lateral, fet que ha comportat que no s'hagi vist afectat per moltes d'innovacions del continent i, en canvi, contengui un bon grapat de dialectalismes actius desconeguts fora de l'illa.

## Història
El substrat del català de Mallorca és diferent del del català continental pel que fa al material preromà, atès que prové de la cultura talaiòtica, però n'han romàs restes limitades a la toponímia. No se sap amb seguretat si, d'entre la toponímia, hi ha res de germànic (vàndal) i grec (de la dominació romana d'Orient). De l'element aràbic en resten molts més topònims que dels substrats preromans, però possiblement no hi hagué gaire influència de l'àrab insular en l'actual català de Mallorca pel fet que, possiblement, la major part dels arabismes del mallorquí sigui importat durant el repoblament. Al costat dels arabismes hi ha l'element amazic, cada vegada més conegut, procedent de la primera colonització musulmana i de les dominacions almoràvit i almohade posteriors. Pel que fa a les restes del llatí, l'estadi darrer del qual desaparegué amb l'arabització, són abundants també en la toponímia, sota el nom cada cop més criticat de mossarabismes; darrerament han estat revisats i el nombre ha minvat, així com en el lèxic comú, on no sempre és segura llur identificació. Tot plegat fa que es puguin identificar tres estrats en la toponímia mallorquina d'abans de la Conquesta: un darrer estrat àrab (al qual s'hi pot afegir qualque element amazic), un estrat anterior pertanyent als topònims llatins d'abans de la conquesta islàmica, i un primer estrat al qual pertanyen els topònims preromans.
El repoblament català de Mallorca a partir de 1229 comportà un canvi de la població que arraconà la població autòctona capaç de transmetre les restes de les llengües anteriors, no sols del lèxic comú sinó també de la toponímia: molts de topònims s'oblidaren o foren substituïts per topònims catalans, i en altres casos s'errà en la localització o foren mal transmesos a través de transcripcions en formes llatinitzades. Els trets dialectals del mallorquí són, doncs, la majoria passius, procedents sobretot del català empordanès salat i, una minoria, de les relacions amb els comtats catalans nord-pirinencs, que eren dins la Corona de Mallorca. L'origen d'alguns d'aquests dialectalismes, però, podrien ser les relacions amb les propietats occitanes de la mateixa Corona de Mallorca, sobretot amb Montpeller. Pel que fa als dialectalismes actius, llur estudi n'haurà de determinar l'origen (no s'ha avaluat encara la influència de les colònies italianes medievals a la ciutat de Mallorca).
El coneixement de la formació del dialecte mallorquí depèn, doncs, dels estudis històrics, sobretot a partir de les fonts que informen dels registres orals informals, i en especial llibres de cort reial i de dades i rebudes. Aquestes fonts, i algunes de formals, ens donen notícia de l'existència de trets dialectals que avui en dia han desaparegut. L'objecte d'estudi més interessant és l'origen i la cronologia dels dialectalismes actius en el sistema fonètic, cap dels quals té una difusió general a l'illa, però.
Del punt de vista cronològic, alguns dialectalismes passius representen estadis medievals de la llengua general o del català oriental, identificats, doncs, amb la llengua clàssica.
De l'existència d'alguns mallorquinismes ja en dona testimoni les Regles d'esquivar vocables o mots grossers o pagesívols (c. 1492), al costat de l'existència de formes pròpies d'altres regions, característiques del llenguatge vulgar. Al costat d'aquesta identificació, hi ha, però, testimonis de la consideració de la puresa de la llengua catalana a les Illes Balears, en la Crònica de l'empordanès Ramon Muntaner, i en l'obra del tortosí Cristòfor Despuig Los Col·loquis de la insigne ciutat de Tortosa (1557), el qual l'atribueix a l'aïllament geogràfic.
L'existència de trets dialectals no es reflectí en l'aparició d'un nom específic per a la varietat dialectal. La primera denominació de la llengua catalana amb el gentilici mallorquí apareix en el pròleg de la traducció de les Paradoxes de Ciceró feta per Ferran Valentí. Valentí hi oposa a la universalitat de la llengua llatina el caràcter popular, local i familiar del català, que anomena "vulgar materno e mallorquí segons la ciutat on só nat e criat e nodrit" (1450). "Mallorquí" s'hi refereix, doncs, al català de la ciutat de Mallorca, après per Valentí de sa mare i dels carrers i places. Endemés, a la mateixa obra, Valentí fa una afirmació explícita de la catalanitat del mallorquí Ramon Llull, del valencià Nicolau Quilis, i del barceloní Bernat Metge, els quals considera d'una mateixa nacionalitat. Els texts posteriors en els quals apareix la denominació mallorquí i llengua mallorquina no presenten trets dialectals; aquestes denominacions són un reflex, doncs, de l'organització administrativa, del títol de Regne de Mallorca. Es tracta d'un cas paral·lel al de l'ús de la denominació valencià i llengua valenciana al Regne de València.

## Fonètica

### Vocalisme

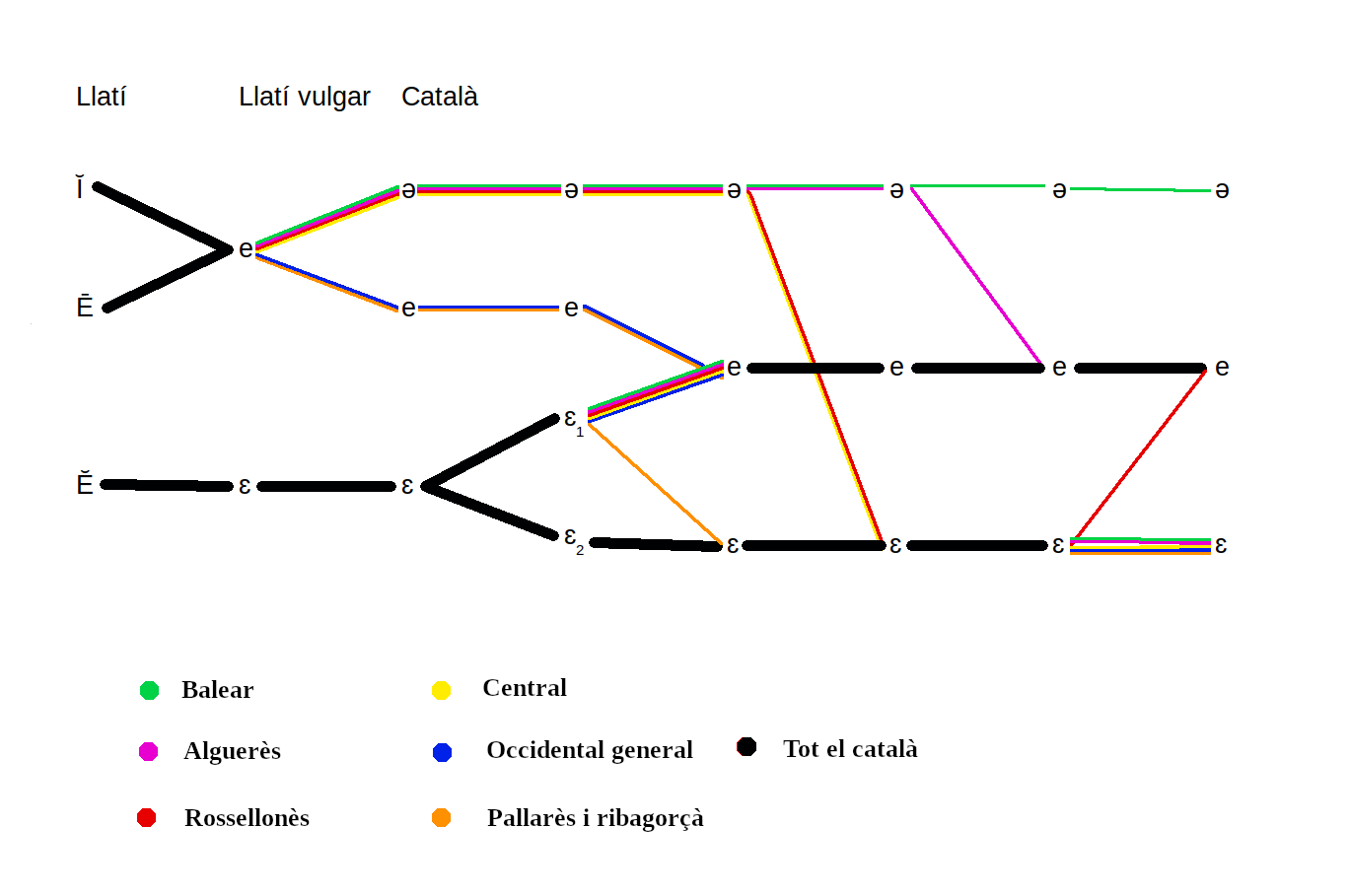
Evolució de la e en català

El mallorquí compta amb vuit vocals tòniques. El vocalisme tònic del mallorquí és el sistema originari del bloc oriental, que ha romàs inalterat. Així doncs, Ē i Ĭ del llatí (la e tancada /e/ del proto-romanç) són /ə/ en mallorquí (PLĒNUM > pl[ə], PĬRA > p[ə]ra), mentre que, com en la resta del català, una part de Ĕ del llatí (la e oberta /ɛ/ del proto-romanç) és /ɛ/ (TĔRRA > t[ɛ]rra) i l'altra és /e/ (TĔMPUS > t[e]mps). La conservació d'aquest sistema vocàlic la comparteix amb l'eivissenc oriental i el menorquí occidental. Al seu torn, les viles d'Alaró, Binissalem i Lloseta han fet com el català central i la meitat oriental de Menorca i l'occidental d'Eivissa i han evolucionat el sistema, de manera que la neutra ha esdevingut e oberta /ɛ/ en posició tònica.
En general, la e oberta /ɛ/ i la o oberta /ɔ/, com en valencià, són lleugerament més obertes que en català central.
Pel que fa al vocalisme àton:
- La o no pateix reducció vocàlica en posició àtona, a diferència de la resta de parlars orientals i igual que els parlars occidentals[5][6]; de fet, el mallorquí és el sol parlar del bloc oriental amb aquesta característica. En mallorquí, doncs, colom es pronuncia [kolóm]. No obstant això, en el parlar de Sóller sí que hi ha reducció de o en u en posició àtona.

- A certes localitats, però, la o sí que es tanca en u en posició àtona quan apareix i o u a una síl·laba adjacent; així, coixí i comú, a determinades viles es pronuncien [kuʃí] i [kumú]. Aquest fenomen, una casta d'harmonia vocàlica, és compartit per la major part del català occidental i ja es detecta a la llengua antiga[7]. Al contrari, a la vila de Manacor i en el parlar tradicional de Palma hi ha tendència a ultracorregir aquest fenomen, i així són freqüents pronúncies com ara fogir i estodiar[8].

- Tot i que, com tot el bloc oriental del català, /a/, /ɛ/, /e/ i /ə/, en posició àtona, es neutralitzen en [ə], hi ha una certa tendència a no neutralitzar la /e/. Així doncs, en aquells casos en què la morfologia permet recuperar el timbre /e/ en la posició tònica, sovint la /e/ no pateix reducció vocàlica, i hom diu [pe'ɣa] pegar, [kɾe'ma] cremar i [pe'ʃət] peixet[9][10]. Aquest fenomen és exclusiu del mallorquí d'entre tots els dialectes orientals, però no s'esdevé de manera sistemàtica.

- La vocal neutra, en contacte amb una consonant palatal, té tendència a tancar-se en i en certs mots, com ara [ki'ʃal] queixal, [ʒi'kətə] jaqueta, [gi'ʎətə] galleta. Aquest fenomen el comparteix, parcialment, amb el català nord-occidental, i tampoc no es tracta d'un fenomen sistemàtic[11][12].

Comparteix amb tot el català balear:
- La vocal neutra s'endarrereix cap a o quan apareix o a una síl·laba adjacent: home i genoll esdevenen homo i jonoll[13][14].

- Els finals àtons en /iə/ pateixen caiguda de la /ə/ final, i així memòria i gràcia esdevenen memori i graci. Amb tot, no es dona a la vila de Felanitx[15][16][17].

- El grup /wə/ esdevé /o/, i així aigua, quaranta i llengua esdevenen aigo, coranta i llengo[18].

### Consonantisme
El mallorquí té diversos trets que comparteix amb tot el català balear:
- La iodització, és a dir, que distingeix els grups llatins LL, que esdevé /ʎ/ (GALLUM > ga[ʎ]), respecte de C'L, G'L i LI, que esdevenen /j/ (AURĬC'LA > ore[j]a)[19]. Val a dir que aquesta /j/ cau entre certes vocals i, en segons quines viles, s'elideix completament (com a Menorca): palla és ['paə] i orella és [o'ɾəə] o [o'ɾə]. A la resta de localitats, aquesta /j/ es pronuncia notablement més baixa, gairebé com una /e/ semivocàlica. Les localitats que elideixen completament la /j/ entre vocals són Llucmajor, Campos, Porreres, Montuïri, Vilafranca, Sineu, Ariany, Maria, Santa Margalida, Llubí, Muro, la Pobla, Búger, Campanet, Sóller i Fornalutx.[20]

- Distinció entre /b/ i /v/.[21][22][23]

- Manteniment sense palatalitzar del grup antic tl en mots com batle i ametla[24]. També es pronuncien força l geminades, com ara al·lot, camamil·la i cel·la. En general, a Mallorca, la l és d'articulació dental, i no alveolar, com a la resta del català. En posició implosiva, la l pot vocalitzar en u, i així espelma es diu espeuma i alzina, auzina; això ja s'esdevenia en català antic.[25]

Altres fenòmens consonàntics que caracteritzen el mallorquí són:
- Com en menorquí i en valencià, es mantenen els grups -nt, -rt, -lt, -mp i -nk (jugant, port, alt, camp i blanc).[26]
- Caiguda de gairebé totes les r en posició final: mar es pronuncia [ma] i cor, [kɔ].[27]
- En segons quins parlants, la u intervocàlica /w/ pot esdevenir fricativa: diuen > diven. També pot aparèixer una v antihiàtica en certs contactes vocàlics: ravó i cova per raó i coa.[25]
- La s seguida de consonant sonora pot esdevenir r (rotacisme de la s), i així bisbe i fantasma poden esdevenir birbe i fantarma. També si un mot acabat per s el segueix un mot començat per consonant sonora: és meu [əɾmew].[28][29]
- Es produeix metàtesi de la r en diversos mots que comencen per consonant bilabial: mots com pebre, padrí i podrir es poden articular prebe, pradí i prodir. En pebre i padrí és més comú que no pas en mots com pedra i pobre.[30]
- En diverses localitats, les consonants /k/ i /g/ tenen una articulació força més avançada quan van seguides d'una vocal no posterior, és a dir de [i], [e], [ə] i [a], un so que se sol transcriure [c] i [ɟ] ([ʝ] en la versió aproximant). Així, casa, paga i vaquer es pronuncien ['cazə], ['paʝə] i [və'ce]. Aquest fenomen es dona a les viles de les Salines, Santanyí, Felanitx, Manacor, Sant Llorenç, Sant Joan, Lloret, Pollença, Algaida, Valldemossa, Puigpunyent, Calvià, a Marratxí i al parlar tradicional de Palma.[23][31][32]
- És molt comú en mallorquí, com també en menorquí, que es donin més assimilacions consonàntiques que en la resta de parlars. Així, capsa, acció, exèrcit i dissabte es pronuncien ['katsə], [ətsi'o], [ə'dzɛɾsit] i [di'satte]; també es dona entre dos mots: sac buit és [sabbujt] i set carros és [sɛkkaros].[24][33][34]

## Morfologia
El mallorquí comparteix amb tot el baleàric una sèrie de conservacions (possiblement degudes a llur insularitat) del català antic pel que fa a la morfologia.

### Morfologia nominal
- L'article determinat és l'article salat (llevat de la vila de Pollença), que pren les formes es al masculí (pronunciat [əd͡z] al plural davant de vocal),[35] sa i ses al femení i so i sos al masculí quan segueix la preposició amb (amb so cap). De tota manera, l'article literari no hi és desconegut, ans es fa servir en certs casos concrets[36]. L'ús de l'article salat el comparteix amb altres parlars catalans i altres parlars romànics.
- Davant de persones, es fa servir l'article personal, que pren les formes en (n' davant de vocal) per al masculí i na per al femení, tret compartit amb tot el català balear i part del central.
- Generalment, els pronoms febles prenen la forma plena me, te, se, vos, mos i ne. Amb tot, antigament alternaven amb les formes reduïdes després de mot acabat en vocal, i així hom deia me rent sa cara però no (e)m rentaré sa cara; aquest sistema, que era propi del català antic i del català clàssic, gairebé ha desaparegut[37].
- Els pronoms personals del plural són noltros i voltros, com a Menorca.
- Elisió de la n en els plurals de mots plans, a diferència de l'occidental i l'eivissenc: ases, joves i no àsens, jóvens[38].
- El mallorquí, com el menorquí, ha conservat els plurals sense epèntesi de o de mots com bosc i gust, que fan el plural boscs i gusts (pronunciats [bɔts] i [guts])[39].
- En els grups clítics verb+pronom feble, l'accent recau sobre el pronom: escoltar-vós, parlar-nè, agafa-là, entrà-hi (amb [ə] tònica). Aquest fenomen serveix per a evitar esdrúixoles i sobreesdrúixoles[40].
- En canvi, el mallorquí ha perdut el sistema de combinació de pronoms febles clàssic que encara conserva el valencià, i desconeix les combinacions del tipus li'l, li la, li ho, que substitueix per l'hi [li].

### Morfologia verbal
- Com la resta del balear i l'alguerès, el mallorquí ha conservat el morfema zero de la 1ª persona del present d'indicatiu: jo cant, jo rep, jo dorm[29][41]. Aquest fet porta a formes de pronunciació difícil com jo umpl, jo sobr, que es resolen amb assimilacions consonàntiques[34].
- Com la resta del balear, el mallorquí també ha conservat el vocalisme a per a les persones 1ª i 2ª del plural de l'indicatiu a la primera conjugació: cantam, cantau (i així es distingeixen de les del subuntiu: cantem, canteu)[29]. A més, també ha conservat la vocal al subjuntiu de passat: cantàs en lloc de cantés; aquest tret el comparteix amb l'eivissenc[41].
- Els verbs dir, dur, riure, fer, creure, veure, treure, riure i modernament caure, a les persones 1ª i 2ª del plural del present d'indicatiu, prenen les formes deim i deis, duim i duis, reim i reis, feim i feis, etc.[42][43]Vulgarment també pot prendre aquestes formes el verb estar (esteim i esteis) i l'imperfet d'indicatiu (dèieis, rèieis, en lloc de dèieu, rèieu).
- Cap al segle xix, el mallorquí més rural conservava gairebé intacte el subjuntiu clàssic del tipus que jo cant, que tu cants, que jo puga, que tu pugues.[44] Amb tot, el subjuntiu en -i no hi era desconegut, i ja de ben antic devia ser ben emprat a la primera conjugació: que jo canti, que tu cantis. A les conjugacions 2ª i 3ª, el subjuntiu clàssic es va mantenir més, però avui en dia gairebé no se sent mai, i així hom diu que jo pugui, que tu puguis[45]. Aquest subjuntiu és comú a tot el català oriental, però en tot el territori és de desenvolupament modern (si bé pot ser que sigui més antic de naixement).
- Els verbs incoatius conserven la distinció entre les formes velars i les palatals: jo cresc, tu creixes, ell creix (i, normalment, que jo cresqui)[43]. Aquest tret el comparteix amb la resta del balear i el valencià.

## Sintaxi
Sovint, l'orde dels pronoms febles és complement directe + complement indirecte: el te duc, les se menjaran, la te'n duràs. Aquest sistema era propi del català clàssic.
En general, el mallorquí té preferència pel clitic climbing: es prefereix el vol comprar que vol comprar-lo, fins al punt que, sovint, un parlant mallorquí podria considerar la segona variant com a agramatical. Això contrasta amb el valencià, que s'estima l'altra forma.
Fins al segle xx, es conservava l'ús de l'auxiliar ser, pròpia del català clàssic, en comptes d'haver per a crear temps compostos amb el participi de passat en verbs de moviment, en verbs transitius en versió reflexiva i en els verbs copulatius: Som arribat (per He arribat), Ses nines se són vestides (per Ses nines s'han vestit). Actualment només es pot sentir en parlants d'edat avançada.

## Lèxic
Els mots que caracteritzen el lèxic mallorquí es poden agrupar en tres blocs:
- Mots que ha conservat del català antic i que bona part dels altres dialectes han perdut: acotar, adesar 'ordenar', ca, llinatge 'cognom', partir 'anar-se'n'.
- Mots exclusius del mallorquí que són innovacions (dialectalismes actius): al·lot 'persona jove', atxem 'esternut', aviat 'ràpid', brutor, capfico 'acte de capbussar-se', curolla 'dèria', doi 'estupidesa', horabaixa, importar 'caldre' (solament en frases negatives: no importa 'no cal'), nigul 'núvol', tassó 'got', tudar 'malgastar'.
- Mots que el mallorquí comparteix amb altres dialectes:
  - Amb el bloc occidental (o una part): granera 'escombra', bres, arena 'sorra', calces 'mitges', padrí 'avi'.
  - Amb el valencià: manco 'menys', escurar 'rentar els plats', fraula 'manduixa', amollar 'deixar anar'.
  - Amb el balear, en general: besada 'bes', devora 'al costat', moix 'gat', trempar 'amanir'.
  - Amb l'eivissenc: indiot 'gall d'indi', greixonera 'mena de cassola', barral 'garrafa'.
  - Amb el menorquí és amb el que té més afinitats lèxiques de tots: doblers 'diners', embullar 'embolicar, complicar', empegueir-se 'sentir vergonya', enfora 'lluny', espira 'espurna', frissar 'tenir pressa', llenegar 'relliscar', moscard 'mosquit', renou 'soroll

## Parlars diferenciats

### Vocalisme tònic evolucionat en mallorquí
A les viles mallorquines de Binissalem, Alaró i Lloseta el vocalisme tònic típic del mallorquí, amb vuit vocals, ha evolucionat cap a un sistema de solament set vocals tòniques, de manera que la vocal neutra /ə/ ha convergit en /ɛ/, de la mateixa manera que es va esdevenir en eivissenc occidental, en maonès i en central. A Mallorca, el fenomen és de data prou recent, car hom pensa que va aparèixer cap a principis del segle xix, possiblement com a innovació alaronera. D'Alaró s'hauria propagat cap a Binissalem (d'on hi ha notícies que, a principi de segle xix, encara no es feia) i Lloseta (que fins a 1842 depenia de Binissalem). D'altra banda, hi ha notícia que a les viles de Porreres i Ariany també es donava aquest tret; és possible que fos un fenomen generacional adoptat pels jornalers porrerencs i arianyers que es llogassin per treballar a les possessions alaroneres i binissalemeres, i que a llurs viles d'origen es percebés com un tret forà i sense prestigi i per això s'abandonàs. Al llogaret de Biniamar, vora Lloseta, també es feia, però avui en dia no s'hi sent mai.
Actualment, el tret es manté viu a les tres viles, però sembla que perd força per causa de la immigració, tant de catalanoparlants de la resta de Mallorca (que no presenten aquest vocalisme) com d'estrangers que no parlen català. Actualment, Alaró i, especialment, Lloseta i Binissalem estan en vies d'esdevenir una ciutat dormitori per a molta de gent de Palma, cosa que provoca que els autòctons no siguin prous per exercir una pressió que faria que els nouvinguts s'adaptassin a la parla local.
L'existència d'aquesta característica és ben present a la consciència de tots els mallorquins; així, els alaroners, binissalemers i llosetins ho prenen com a element que els identifica com a poble, mentre que la resta de mallorquins són ben conscients d'aquesta particularitat i identifiquen ràpidament els qui parlen amb sa è. Existeix una dita que diu que A Binissalem, de s[ɛ]t se'n moriren vuit; aquesta dita, a la resta de Mallorca només es pot interpretar 'de 7 se'n moriren 8' (atès que el substantiu set es pronuncia amb [ə], mentre que la xifra es pronuncia amb [ɛ]), mentre que, en binissalemer, pel canvi fonètic esmentat, es pot interpretar 'hi hagué vuit persones que es moriren per falta d'hidratació'.

### Solleric
El parlar de Sóller es caracteritza fonamentalment perquè, a diferència de la resta de Mallorca i igual que les altres tres illes i tot el català central, neutralitza /ɔ/, /o/ i /u/ àtones en /u/. A més, té tot un seguit d'elements lèxics particulars, bona part dels quals són mots manllevats del francès en l'època en què molt de sollerics emigraven a l'estat francès per a cercar fortuna.

### Pollencí
El parlar de Pollença es caracteritza pel fet que és el sol parlar balear que no té l'article salat, ans fa servir l'article derivat del demostratiu llatí ille, que en pollencí pren la forma masculina u per al singular i u i us per al plural.

### Felanitxer
El parlar de Felanitx es caracteritza pel fet que ha reduït el nombre de vocals tòniques a set, després de fer convergir la e oberta /ɛ/ i la e tancada /e/ en e tancada /e/ i reestructurar el triangle vocàlic, de manera que a la part baixa hi ha dos elements, una /a/ un poc més avançada i un poc més alta i una /ɔ/ un poc més central i un poc més baixa.

### Sineuer
El parlar de Sineu es caracteritza pel fet que tanca la /a/ en /ɛ/ i avança la [ə] en [e] després de consonant palatal o vocal tancada.

### Parlar tradicional de Palma
El parlar tradicional de Palma és una varietat del mallorquí parlada a la ciutat de Mallorca, força heterogeni, associat a les classes urbanes i que està en vies de desaparèixer en detriment d'un mallorquí més neutre i, en molts de casos, més castellanitzat.

### La llengua dels botifarres
La noblesa mallorquina (anomenats sovint botifarres) parlava un sociolecte que li era propi, el qual, a causa de la castellanització i de l'enfonsament de la noblesa com a classe social, avui en dia ha desaparegut. Es tractava d'un parlar que servia com a element d'identitat del grup i que els seus parlants l'utilitzaven per a distingir-se de la resta de classes socials urbanes, en especial dels mossons.

### Mallorquí de l'Argentina
El mallorquí de l'Argentina és una variant que es va parlar a San Pedro, a l'Argentina, de final del segle xix i durant el segle xx, portat per una colònia de gent provinent de Manacor i Felanitx. L'any 2014 hi havia habitants que encara conservaven la llengua.
Entre els trets fonètics dels catalanoparlants a San Pedro, el més important és el de l'aspiració vacil·lant de la /s/ en posició final de síl·laba o mot, de la mateixa manera que ho fa el castellà riuplatenc (ca nostra > ca nohtra). També s'utilitzen molts préstecs del castellà riuplatenc.